# Lista dos arranha-céus da cidade de Nova Iorque

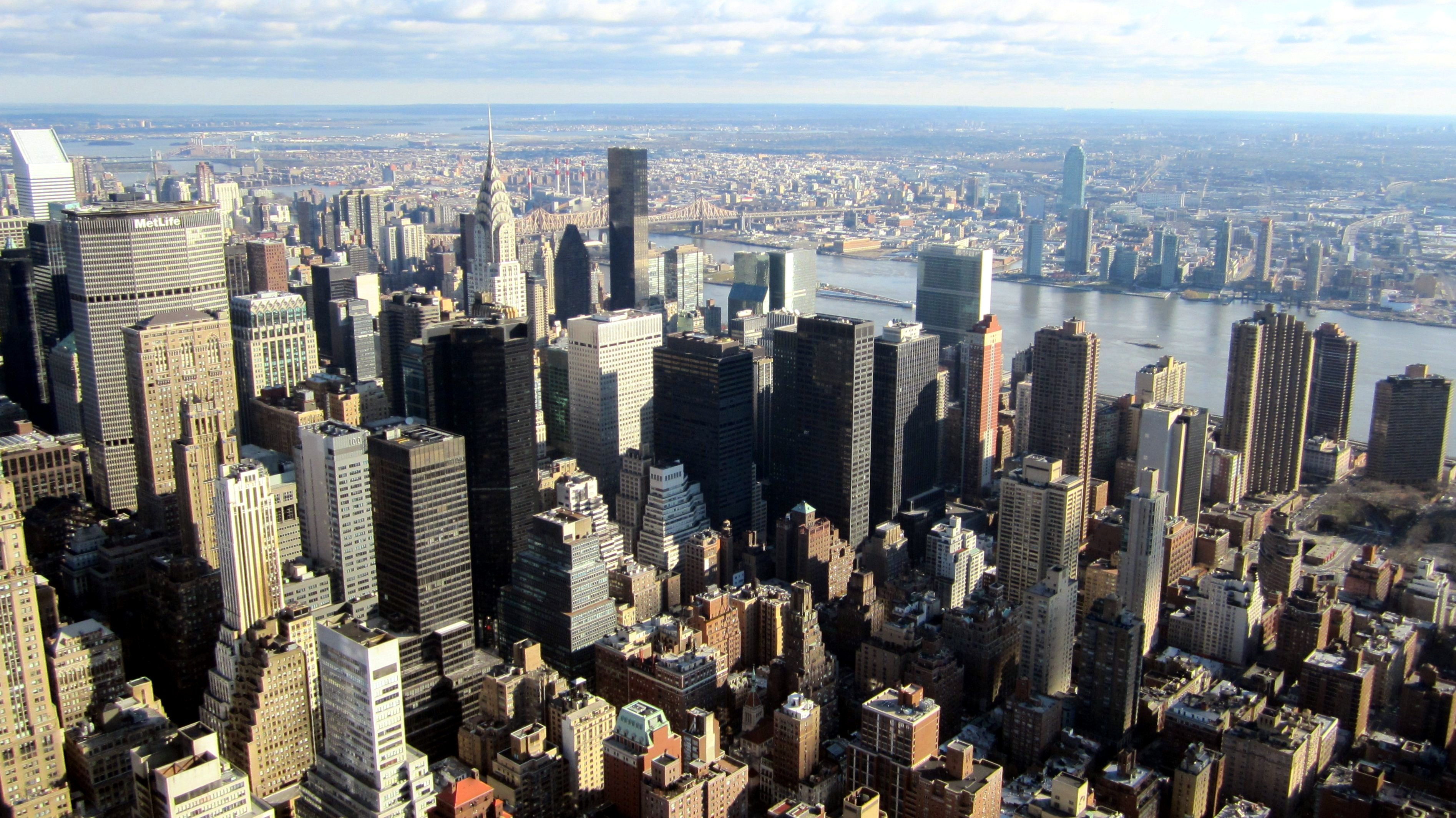
Vista do Empire State Building por dia

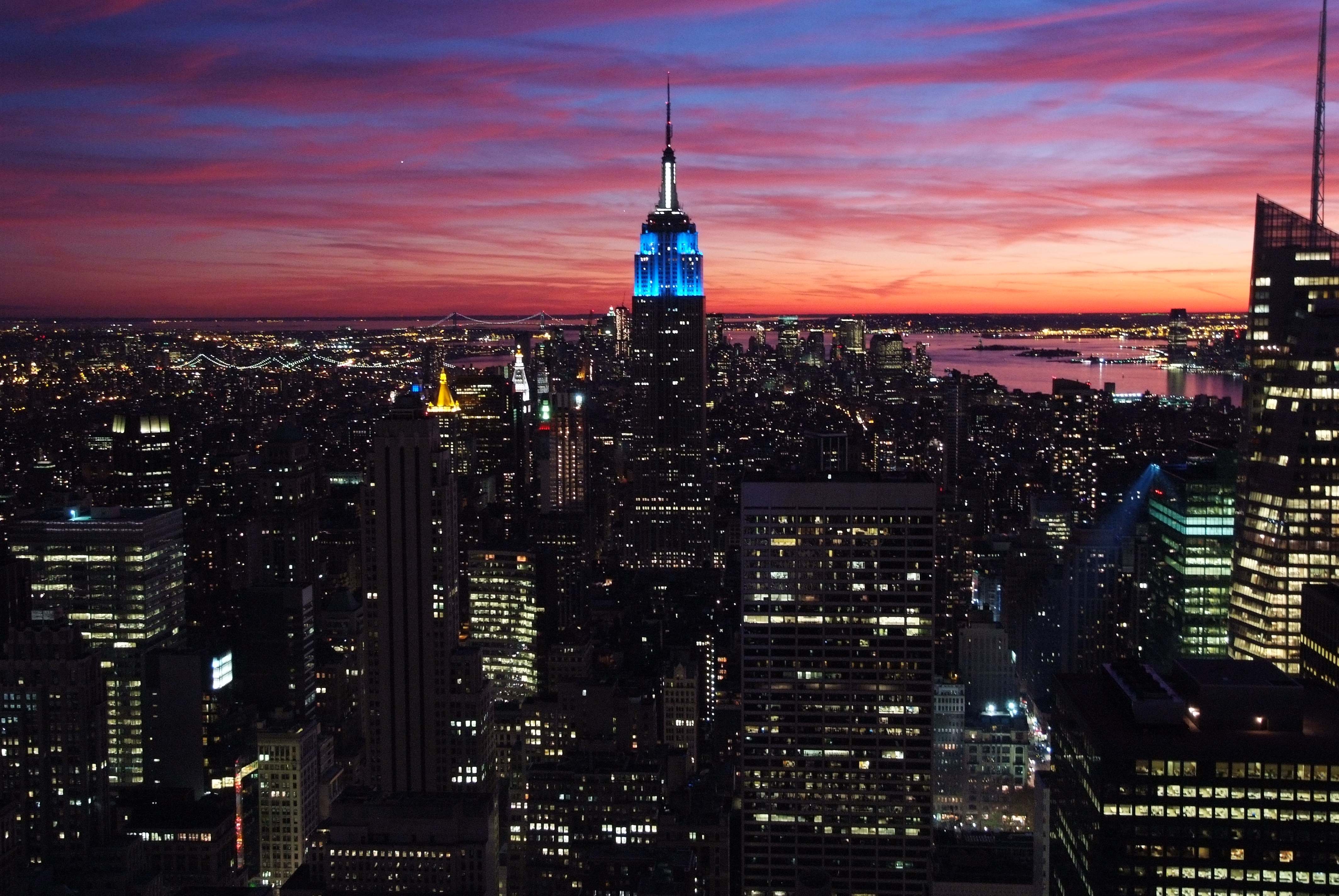
A Cidade de Nova Iorque vista ao pôr do sol.

Esta lista dos arranha-céus da Cidade de Nova Iorque classifica os arranha-céus pela altura. O mais alto da cidade é o One World Trade Center, construído sobre as ruínas das antigas Torres Gêmeas do World Trade Center. Esse edifício mede 541 metros (ou 1776 pés, ano da independência dos Estados Unidos e, por sua vez, à altura da antiga Torre 1 do WTC), e é o mais alto da cidade. Além disso, é o quarto edifício mais alto do mundo, contando com 104 andares e 73 elevadores .Ele também se destaca como o terceiro arranha-céu mais alto dos Estados Unidos e a décima quinta construção mais alta do mundo, e ficou como o arranha-céu mais alto do mundo até 1972. O segundo mais alto na cidade é o Bank of America Tower, que se eleva 1.200 pés (366 metros) de altura, incluindo a sua torre. Empatados em terceiro estão o Chrysler Building, de 1.046 pés (319 metros), que manteve-se como o arranha-céu mais alto do mundo desde 1930 até 1931, e o New York Times Building.
A história dos arranha-céus em Nova Iorque começou com a conclusão do World Building em 1890. A estrutura subiu 348 pés (106 metros) de altura. Apesar de não ser o primeiro da cidade, foi o primeiro arranha-céu a superar a torre de 284 pés (87 metros) de Trinity Church. O World Building, o mais alto da cidade até 1899, foi demolido em 1955 para permitir a construção de uma entrada expandida para a Ponte do Brooklyn. Historicamente, Nova Iorque tem desempenhado um papel proeminente no desenvolvimento dos arranha-céus. Desde 1890, onze estruturas na cidade detiveram o título de arranha-céu mais alto do mundo. A cidade passou por um boom de construção muito cedo, que durou no início dos anos 1910 até ao início da década de 1930, quando 16 dos 82 arranha-céus mais altos da cidade foram construídos. Nesse período, a cidade viu a construção do Bank of Manhattan Trust Building, o Chrysler Building, e o Empire State Building, cada um dos quais ficou como o arranha-céu mais alto do mundo no momento da sua construção. Um segundo boom de grandes arranha-céus durou de 1960 até o presente. Durante este tempo, a cidade tem visto a conclusão de cerca de 70 estruturas atingindo, pelo menos, 600 pés (183 metros) de altura, incluindo as torres gêmeas do World Trade Center. A Torre Norte do complexo, oficialmente conhecida como "One World Trade Center", manteve-se como o arranha-céu mais alto do mundo desde 1972 até 1973 e o arranha-céu mais alto de Nova Iorque até 2001. A Torre Norte, bem como os outros seis arranha-céus do complexo World Trade Center, foram destruídas nos ataques de 11 de Setembro de 2001.
Os arranha-céus concentram-se em Midtown e Lower Manhattan, embora outros bairros de Manhattan e os bairros de Brooklyn, de Queens, e do Bronx também tenham muitos arranha-céus. A partir de janeiro de 2011, toda a cidade teve 216 arranha-céus que se levantaram a, pelo menos, 492 pés (150 metros) de altura, incluindo aqueles em construção. Isto é mais do que qualquer outra cidade nos Estados Unidos. Em agosto de 2010, havia 5.912 arranha-céus na cidade. Isso é mais do que qualquer outra cidade nos Estados Unidos. Desde 2003, Nova Iorque viu a conclusão de 12 arranha-céus que se levantaram, pelo menos, 600 pés (183 metros) de altura. O One World Trade Center de 1.776 pés (541 metros) (anteriormente conhecido como Freedom Tower), faz parte do complexo que substituiu o World Trade Center destruído. Este complexo inclui também a proposta da 200 Greenwich Street de 1.350 pés (411 metros), a proposta da 175 Greenwich Street de 1.240 pés (378 metros), a 150 Greenwich Street que se encontra em construção com 975 pés (297 metros), a proposta da 130 Liberty Street de 743 pés (226 metros), e os concluídos 741 pés (226 metros) do 7 World Trade Center.

## Arranha-céus
Esta lista classifica os arranha-céus da cidade de Nova York com pelo menos 600 pés (183 m) de altura, com base na medição de altura padrão. Isso inclui pináculos e detalhes arquitetônicos, mas não inclui mastros de antena. Um sinal de igual (=) após uma classificação indica a mesma altura entre dois ou mais edifícios. A coluna "Ano" indica o ano em que uma construção foi concluída.
| Posição | Arranha-céu                               | Imagem | Altura               | Andares            | Ano  | Observações |
| ------- | ----------------------------------------- | ------ | -------------------- | ------------------ | ---- | --- |
| *1      | One World Trade Center                    | —      | 1,368 pés.           | 105 pavimentos     | 2013 | Em 31 de julho de 2012, todas as 16 vigas de parapeito do perímetro foram colocadas, o que supera a altura do telhado do edifício a 1.368 pés. O CTBUH não chegou a uma decisão sobre o que a torre / antena será considerada, portanto a cerimônia de finalização ainda não ocorreu. |
| 1       | Empire State Building                     |        | 1.250 pés 381 metros | 102                | 1931 | - Décimo oitavo arranha-céu mais alto do mundo. - Terceiro arranha-céu mais alto dos Estados Unidos. - Primeiro arranha-céu no mundo a ter mais de 100 andares. - Construído em apenas 14 meses durante a Grande Depressão, foi o arranha-céu mais alto do mundo em 1931 até a conclusão do World Trade Center em 1972, e foi o arranha-céu mais alto da Cidade de Nova Iorque desde que o World Trade Center foi destruído nos ataques de 11 de Setembro de 2001. |
| 2       | Bank of America Tower                     |        | 1.200 pés 366 metros | 54                 | 2008 | - Vigésimo terceiro arranha-céu mais alto do mundo. - Quarto arranha-céu mais alto dos Estados Unidos. - Primeiro arranha-céu a receber uma certificação de Platina pela LEED. |
| 3=      | Chrysler Building                         |        | 1.046 pés 319 metros | 77                 | 1930 | - Quadragésimo oitavo arranha-céu mais alto do mundo. - Sétimo arranha-céu mais alto dos Estados Unidos. - Primeiro arranha-céu no mundo a levantar mais de 1.000 pés (305 metros). - Ficou como o arranha-céu mais alto do mundo desde 1930 a 1931. - Maior arranha-céu no mundo somente de tijolos. |
| 3=      | New York Times Building                   |        | 1.046 pés 319 metros | 52                 | 2007 | - Quadragésimo oitavo arranha-céu mais alto do mundo. - Oitavo arranha-céu mais alto dos Estados Unidos. - Também conhecido como a Times Tower. |
| 5       | Four World Trade Center*                  |        | 977 pés 298 metros   | 72                 | 2013 | - Também conhecida como 150 Greenwich Street; parte da reconstrução do [World Trade Center]]; completado em 24 de junho de 2012 |
| 6       | 70 Pine Street                            |        | 952 pés 290 metros   | 66                 | 1932 | - Octogésimo primeiro arranha-céu mais alto do mundo. - Décimo sétimo arranha-céu mais alto dos Estados Unidos. - Arranha-céu mais alto de Lower Manhattan. - Antigamente conhecido como o Cities Service Building. |
| 7=      | The Trump Building                        |        | 927 pés 283 metros   | 70                 | 1930 | - Nonagésimo quinto arranha-céu mais alto do mundo. - Vigésimo primeiro arranha-céu mais alto dos Estados Unidos. - Também conhecido como o Trump Building. - Antigamente conhecido como o Bank of Manhattan Trust Building. - Foi o arranha-céu mais alto do mundo por dois meses em 1930 até a conclusão do Chrysler Building. |
| 8       | Citigroup Center                          |        | 915 pés 279 metros   | 59                 | 1977 | - Centésimo primeiro arranha-céu mais alto do mundo. - Vigésimo terceiro arranha-céu mais alto dos Estados Unidos. - Antigamente conhecido como o Citicorp Center. |
| 9       | 8 Spruce Street                           |        | 876 pés 267 metros   | 76                 | 2010 | - Centésimo vigésimo segundo arranha-céu mais alto do mundo. - Vigésimo sexto arranha-céu mais alto dos Estados Unidos. - Destacou-se. - Teve a sua conclusão em Fevereiro de 2011. |
| 10      | Trump World Tower                         |        | 861 pés 262 metros   | 72                 | 2001 | - Centésimo trigésimo segundo arranha-céu mais alto do mundo. - Vigésimo nono arranha-céu mais alto dos Estados Unidos. - Maior arranha-céu residencial da Cidade de Nova Iorque e dos Estados Unidos entre 2000 a 2002. |
| 11      | GE Building                               |        | 850 pés 259 metros   | 70                 | 1933 | - Centésimo quinquagésimo segundo arranha-céu mais alto do mundo. - Trigésimo terceiro arranha-céu mais alto dos Estados Unidos. - Antigamente conhecido como o RCA Building. - Comummente referenciado por "30 Rock". |
| 12      | CitySpire Center                          |        | 814 pés 248 metros   | 75                 | 1987 | - Centésimo octogésimo nono arranha-céu mais alto do mundo. - Quadragésimo segundo arranha-céu mais alto dos Estados Unidos. |
| 13      | One Chase Manhattan Plaza                 |        | 813 pés 248 metros   | 60                 | 1961 | - Centésimo nonagésimo primeiro arranha-céu mais alto do mundo. - Quadragésimo terceiro arranha-céu mais alto dos Estados Unidos. |
| 14      | Condé Nast Building                       |        | 809 pés 247 metros   | 48                 | 1999 | - Centésimo nonagésimo sexto arranha-céu mais alto do mundo. - Quadragésimo quarto arranha-céu mais alto dos Estados Unidos. - Também conhecido como o Four Times Square. |
| 15      | MetLife Building                          |        | 808 pés 246 metros   | 59                 | 1963 | - Centésimo nonagésimo sétimo arranha-céu mais alto do mundo. - Quadragésimo quinto arranha-céu mais alto dos Estados Unidos. - Antigamente conhecido como o PanAm Building. |
| 16      | Bloomberg Tower                           |        | 806 pés 246 metros   | 54                 | 2005 | - Centésimo nonagésimo oitavo arranha-céu mais alto do mundo. - Quadragésimo sexto arranha-céu mais alto dos Estados Unidos. |
| 17      | Woolworth Building                        |        | 792 pés 241 metros   | 57                 | 1913 | - Quadragésimo sétimo arranha-céu mais alto dos Estados Unidos. - Foi o arranha-céu mais alto do mundo entre 1913 a 1930. |
| 18      | One Worldwide Plaza                       |        | 778 pés 237 metros   | 50                 | 1989 | - Quinquagésimo sétimo arranha-céu mais alto dos Estados Unidos. |
| 19      | Carnegie Hall Tower                       |        | 757 pés 231 metros   | 60                 | 1991 | - Centésimo nonagésimo nono arranha-céu mais alto do mundo. - Sexagésimo sétimo arranha-céu mais alto dos Estados Unidos. |
| 20      | Bear Stearns World Headquarters           |        | 755 pés 230 metros   | 47                 | 2001 | - Septuagésimo arranha-céu mais alto dos Estados Unidos. - Antigamente conhecido como o Bear Stearns World Headquarters. |
| 21      | AXA Center                                |        | 752 pés 229 metros   | 54                 | 1986 | - Septuagésimo primeiro arranha-céu mais alto dos Estados Unidos. - Antigamente conhecido como o Equitable Building e Equitable Center West. |
| 22      | One Penn Plaza                            |        | 750 pés 229 metros   | 57                 | 1972 | - Septuagésimo segundo arranha-céu mais alto dos Estados Unidos. |
| 22      | 1251 Avenue of the America                |        | 54                   | 750 pés 229 metros | 1971 | Septuagésimo segundo arranha-céu mais alto dos Estados Unidos. - Também conhecido como Exxon Building. |
| 22      | Time Warner Center South Tower            |        | 55                   | 750 pés 229 metros | 2004 | Septuagésimo segundo arranha-céu mais alto dos Estados Unidos. |
| 21      | Time Warner Center North Tower            |        | 55                   | 750 pés 229 metros | 2004 | - Septuagésimo segundo arranha-céu mais alto dos Estados Unidos. |
| 25      | 60 Wall Street                            |        | 745 pés 227 metros   | 55                 | 1989 | - Octogésimo arranha-céu mais alto dos Estados Unidos. - Também conhecido como o Deutsche Bank Headquarters. |
| 25      | One Astor Plaza                           |        | 54                   | 745 pés 227 metros | 1972 | - Octogésimo arranha-céu mais alto dos Estados Unidos. |
| 27      | One Liberty Plaza                         |        | 743 pés 226 metros   | 54                 | 1973 | - Octogésimo terceiro arranha-céu mais alto dos Estados Unidos. - Antigamente conhecido como o U.S. Steel Building. |
| 28      | 20 Exchange Place                         |        | 741 pés 226 metros   | 57                 | 1931 | - Octogésimo quinto arranha-céu mais alto dos Estados Unidos. - Antigamente conhecido como o City Bank-Farmers Trust Building. |
| 30      | 7 World Trade Center                      |        | 49                   | 741 pés 226 metros | 2006 | - Octogésimo quinto arranha-céu mais alto dos Estados Unidos. |
| 31      | 200 West Street                           |        | 749 pés 228 metros   | 44                 | 2010 | - Goldman Sachs world headquarters. |
| 32      | Three World Financial Center              |        | 739 pés 225 metros   | 51                 | 1986 | - Octogésimo nono arranha-céu mais alto dos Estados Unidos. - Também conhecido como a American Express Tower. |
| 33      | Bertelsmann Building                      |        | 733 pés 223 metros   | 42                 | 1990 | - Nonagésimo quinto arranha-céu mais alto dos Estados Unidos. |
| 34      | Times Square Tower                        |        | 726 pés 221 metros   | 47                 | 2004 | - Centésimo segundo arranha-céu mais alto dos Estados Unidos. |
| 35      | Metropolitan Tower                        |        | 716 pés 218 metros   | 68                 | 1987 | - Centésimo oitavo arranha-céu mais alto dos Estados Unidos. |
| 36      | 500 Fifth Avenue                          |        | 709 pés 216 metros   | 60                 | 1931 | - Centésimo décimo terceiro arranha-céu mais alto dos Estados Unidos. |
| 37      | JP Morgan Chase World Headquarters        |        | 707 pés 215 metros   | 52                 | 1960 | - Centésimo décimo quinto arranha-céu mais alto dos Estados Unidos. |
| 38      | General Motors Building                   |        | 705 pés 215 metros   | 50                 | 1968 | - Centésimo décimo sexto arranha-céu mais alto dos Estados Unidos. |
| 39      | Metropolitan Life Insurance Company Tower |        | 700 pés 213 metros   | 50                 | 1909 | - Centésimo décimo sétimo arranha-céu mais alto dos Estados Unidos. - Foi arranha-céu mais alto do mundo entre 1909 a 1913. - Arranha-céu mais alto do mundo construído nos Estados Unidos na primeira década dos anos 90. |
| 40      | Americas Tower                            |        | 692 pés 211 metros   | 50                 | 1992 | [ 88 ] [ 89 ] |
| 41      | Solow Building                            |        | 689 pés 210 metros   | 50                 | 1974 | [ 90 ] [ 91 ] |
| 42      | HSBC Bank Building                        |        | 688 pés 210 metros   | 52                 | 1967 | - Também conhecido como o Marine Midland Building. |
| 43      | 55 Water Street                           |        | 687 pés 209 metros   | 53                 | 1972 | [ 94 ] [ 95 ] |
| 43      | 277 Park Avenue                           |        | 687 pés 209 metros   | 50                 | 1962 | [ 96 ] [ 97 ] |
| 44      | 1585 Broadway                             |        | 685 pés 209 metros   | 42                 | 1989 | - Também conhecido como o Morgan Stanley World Headquarters. |
| 45      | Random House Tower                        |        | 684 pés 208 metros   | 52                 | 2003 | [ 100 ] [ 101 ] |
| 46      | Four Seasons Hotel New York               |        | 682 pés 208 metros   | 52                 | 1993 | - Arranha-céu de hotel mais alto da cidade. |
| 47      | McGraw-Hill Building                      |        | 674 pés 205 metros   | 51                 | 1969 | - Também conhecido como 1221 Avenue of the Americas. |
| 49      | Lincoln Building                          |        | 673 pés 205 metros   | 55                 | 1930 | [ 106 ] [ 107 ] |
| 49      | Barclay Tower                             |        | 673 pés 205 metros   | 56                 | 2007 | [ 108 ] [ 109 ] |
| 50      | Paramount Plaza                           |        | 670 pés 204 metros   | 48                 | 1971 | [ 110 ] [ 111 ] |
| 51      | 440 West 42nd Street                      | —      | 617 pés 188 metros   | 55                 | 2011 | - Também conhecido como MiMa. |
| 52      | Trump Tower                               |        | 664 pés 202 metros   | 58                 | 1983 | [ 113 ] [ 114 ] |
| 53      | One Court Square                          |        | 658 pés 201 metros   | 50                 | 1990 | - Maior arranha-céu da Cidade de Nova Iorque que se encontra fora de Manhattan. - Maior arranha-céu de Long Island e no bairro de Queens. - Antigamente conhecido como o Citigroup Building. |
| 54      | 1 Wall Street                             |        | 654 pés 199 metros   | 50                 | 1931 | [ 117 ] [ 118 ] |
| 55      | 599 Lexington Avenue                      |        | 653 pés 199 metros   | 50                 | 1986 | [ 119 ] [ 120 ] |
| 55      | Silver Towers                             |        | 653 pés 199 metros   | 57                 | 2009 | |
| 57      | 712 5th Avenue                            |        | 650 pés 198 metros   | 52                 | 1990 | [ 121 ] [ 122 ] |
| 58      | Chanin Building                           |        | 649 pés 198 metros   | 56                 | 1930 | [ 123 ] [ 124 ] |
| 59      | 245 Park Avenue                           |        | 648 pés 198 metros   | 44                 | 1966 | [ 125 ] [ 126 ] |
| 60      | Sony Tower                                |        | 647 pés 197 metros   | 37                 | 1984 | - Antigamente conhecido como o AT&T Building. |
| 61      | Two World Financial Center                |        | 645 pés 197 metros   | 44                 | 1987 | [ 129 ] [ 130 ] |
| 62      | One New York Plaza                        |        | 640 pés 195 metros   | 50                 | 1969 | [ 131 ] [ 132 ] |
| 62      | 570 Lexington Avenue                      |        | 640 pés 195 metros   | 50                 | 1931 | - Antigamente conhecido como o General Electric Building. |
| 64      | 345 Park Avenue                           |        | 634 pés 193 metros   | 44                 | 1969 | [ 135 ] [ 136 ] |
| 65      | 400 Fifth Avenue                          | —      | 631 pés 192.3 metros | 57                 | 2010 | [ 137 ] [ 138 ] |
| 66      | W. R. Grace Building                      |        | 630 pés 192 metros   | 50                 | 1971 | [ 139 ] [ 140 ] |
| 66      | Home Insurance Plaza                      |        | 630 pés 192 metros   | 45                 | 1966 | [ 141 ] [ 142 ] |
| 66      | 1095 Avenue of the Americas               |        | 630 pés 192 metros   | 40                 | 1974 | - Também conhecido como Verizon World Headquarters. |
| 66      | W New York Downtown, Hotel and Residences | —      | 630 pés 192 metros   | 57                 | 2010 | [ 145 ] |
| 70      | 101 Park Avenue                           |        | 629 pés 192 metros   | 49                 | 1982 | [ 146 ] [ 147 ] |
| 71      | One Dag Hammarskjold Plaza                |        | 628 pés 191 metros   | 49                 | 1972 | [ 148 ] [ 149 ] |
| 71      | Central Park Place                        |        | 628 pés 191 metros   | 56                 | 1988 | [ 150 ] [ 151 ] |
| 71      | 888 7th Avenue                            |        | 628 pés 191 metros   | 46                 | 1971 | [ 152 ] [ 153 ] |
| 74      | Waldorf-Astoria Hotel                     |        | 625 pés 191 metros   | 47                 | 1931 | [ 154 ] [ 155 ] |
| 74      | Burlington House                          |        | 50                   | 625 pés 191 metros | 1969 | [ 156 ] [ 157 ] |
| 76      | Trump Palace Condominiums                 |        | 623 pés 190 metros   | 54                 | 1991 | [ 158 ] [ 159 ] |
| 77      | One Madison Park                          |        | 621 pés 189 metros   | 60                 | 2010 | |
| 78      | Olympic Tower                             |        | 620 pés 189 metros   | 51                 | 1976 | [ 160 ] [ 161 ] |
| 78      | Mercantile Building                       |        | 48                   | 620 pés 189 metros | 1929 | - Também conhecido como o East 40th Street. |
| 80      | 425 5th Avenue                            |        | 618 pés 188 metros   | 55                 | 2003 | [ 164 ] [ 165 ] |
| 81      | The Epic                                  |        | 615 pés 187 metros   | 58                 | 2007 | [ 166 ] [ 167 ] |
| 81      | 919 Third Avenue                          |        | 47                   | 615 pés 187 metros | 1971 | [ 168 ] [ 169 ] |
| 81      | New York Life Building                    |        | 40                   | 615 pés 187 metros | 1928 | [ 170 ] [ 171 ] |
| 81      | 750 7th Avenue                            |        | 40                   | 615 pés 187 metros | 1989 | [ 172 ] [ 173 ] |
| 85      | Eventi                                    |        | 614 pés 187.1 metros | 46                 | 2010 | [ 174 ] |
| 86      | Tower 49                                  |        | 614 pés 187 metros   | 45                 | 1985 | [ 175 ] [ 176 ] |
| 87      | Credit Lyonnais Building                  |        | 609 pés 186 metros   | 45                 | 1964 | [ 177 ] [ 178 ] |
| 88      | The Orion                                 |        | 604 pés 184 metros   | 58                 | 2006 | [ 179 ] [ 180 ] |
| 89      | 590 Madison Avenue                        |        | 603 pés 184 metros   | 41                 | 1983 | - Também conhecido como o IBM Building. |
| 90      | Marsh & McLennan Headquarters             |        | 600 pés 183 metros   | 44                 | 1974 | [ 183 ] |
| 90      | 11 Times Square                           | —      | 600 pés 183 metros   | 40                 | 2010 | - Também conhecido como Times Square Plaza. |

## Por altura da antena
Esta lista alinha os edificios mais altos da Cidade de Nova Iorque baseando-se na altura da antena. A altura actual do edificio (sem a antena) é apresentada para fazer comparações. O Chrysler Building e o New York Times Building têm a mesma altura e posição (ambos antena e altura actual).
| Posição (Antena) | Posição (Actual) | Altura (Antena)                 | Altura (Actual)      | Andares              | Ano | Fonte |                        |
| ---------------- | ---------------- | ------------------------------- | -------------------- | -------------------- | --- | ----- | ---------------------- |
| 1                | 1                | Empire State Building           | 1.474 pés 448 metros | 1.250 pés 381 metros | 102 | 1931  | [ 16 ] [ 185 ] [ 186 ] |
| 2                | 4                | Bank of America Tower           | 1.200 pés 366 metros | 1.200 pés 366 metros | 54  | 2009  | [ 1 ] [ 18 ]           |
| 3                | 12               | Condé Nast Building             | 1.118 pés 341 metros | 809 pés 247 metros   | 48  | 1999  | [ 40 ] [ 41 ]          |
| 4                | 3                | Chrysler Building               | 1.046 pés 319 metros | 1.046 pés 319 metros | 77  | 1931  | [ 2 ] [ 19 ]           |
| 4                | 25               | New York Times Building         | 1.046 pés 319 metros | 1.046 pés 319 metros | 52  | 2007  | [ 20 ] [ 21 ]          |
| 6                | 5                | American International Building | 952 pés 290 metros   | 952 pés 290 metros   | 66  | 1932  | [ 24 ] [ 25 ]          |
| 7                | 14               | Bloomberg Tower                 | 941 pés 287 metros   | 806 pés 246 metros   | 54  | 2005  | [ 44 ] [ 45 ]          |
| 8                | 6                | The Trump Building              | 927 (283 metros      | 927 (283 metros      | 70  | 1930  | [ 26 ] [ 27 ]          |
| 9                | 7                | Citigroup Center                | 915 pés 279 metros   | 915 pés 279 metros   | 59  | 1977  | [ 28 ] [ 29 ]          |
| 10               | 8                | Trump World Tower               | 861 pés 262 metros   | 861 pés 262 metros   | 72  | 2001  | [ 32 ] [ 33 ]          |
| 11               | 10               | GE Building                     | 850 pés 259 metros   | 850 pés 259 metros   | 70  | 1933  | [ 34 ]                 |
| 12               | 11               | CitySpire Center                | 814 pés 248 metros   | 814 pés 248 metros   | 75  | 1987  | [ 187 ]                |
| 13               | 12               | One Chase Manhattan Plaza       | 813 pés 248 metros   | 813 pés 248 metros   | 60  | 1961  | [ 38 ]                 |
| 14               | 14               | MetLife Building                | 808 pés 246 metros   | 808 pés 246 metros   | 59  | 1963  | [ 42 ]                 |

## Por bairro
Esta lista alinha os arranha-céus mais altos de cada bairro da Cidade de Nova Iorque baseando-se na altura actual do arranha-céu, ou seja, sem a sua antena. O "Ano" indica o ano em que a construção teve a sua conclusão.
| Bairro        | Arranha-céu                     | Altura               | Andares | Ano  | Fonte   |
| ------------- | ------------------------------- | -------------------- | ------- | ---- | ------- |
| Bronx         | Harlem River Park Towers I & II | 404 pés 123 metros   | 44      | 1975 | [ 188 ] |
| Brooklyn      | Brooklyner                      | 512 pés 156 metros   | 51      | 2009 | [ 189 ] |
| Manhattan     | Empire State Building           | 1.250 pés 381 metros | 102     | 1931 | [ 16 ]  |
| Queens        | One Court Square                | 658 pés 201 metros   | 50      | 1990 | [ 115 ] |
| Staten Island | Church at Mount Loretto         | indisponível         | 1       | 1894 | [ 190 ] |

## Mais alto em construção ou proposto

### Em construção
Esta lista alinha arranha-céus que estão em construção na Cidade de Nova Iorque, cuja construção não foi cancelada ou suspensa em qualquer forma. Estes arranha-céus têm a expectativa de se levantarem a uma altura de, pelo menos, 600 pés (183 metros). Arranha-céus em construção que já se destacaram estão inclusos.
| Posição | Arranha-céu                    | Imagem | Altura               | Andares | Ano  | Observações |                 |
| ------- | ------------------------------ | ------ | -------------------- | ------- | ---- | --- | --------------- |
| 1       | One World Trade Center         |        | 1.776 pés 541 metros | 105     | 2013 | Ultrapassou a altura do Empire State Building para se tornar a estrutura mais alta de Nova York em 30 de abril de 2012; programado para se tornar o edifício mais alto dos Estados Unidos e do hemisfério ocidental após a conclusão. O telhado da torre terá 1 368 pés (417 m) de altura, mas será rematado por um 408 ft (0 m) pináculo. É a estrutura mais alta de Lower Manhattan desde julho de 2011 |                 |
| 2       | 432 Park Ave                   | —      | 1.398 pés 426 metros | 82      | 2016 | | .               |
| 3       | Two World Trade Center         | —      | 1.350 pés 411 metros | 88      | 2015 | - Planejado para se tornar o segundo edifício mais alto do novo complexo do World Trade Center após a conclusão |                 |
| 4       | Three World Trade Center       | —      | 1.240 pés 378 metros | 80      | 2014 | |                 |
| 5       | One57                          | —      | 1.005 pés 306 metros | 75      | 2013 | |                 |
| 6       | Four World Trade Center        |        | 975 pés 297 metros   | 72      | 2013 | - Esgotado em 24 de junho de 2012 |                 |
| 7       | 30 Park Place                  | —      | 912 pés 278 metros   | 68      | 2015 | - A sua construção foi suspensa. |                 |
| 8       | 56 Leonard Street              | —      | 821 pés 250 metros   | 57      | —    | - Construction suspended |                 |
| 9       | 1715 Broadway                  |        | 751 pés 229 metros   | 68      | 2014 | | [ 200 ] [ 201 ] |
| 10      | 50 West Street                 | —      | 725 pés 218 metros   | 63      | 2015 | - Construction suspended |                 |
| 11      | 610 Lexington Avenue           | —      | 712 pés 217 metros   | 62      | —    | - Construction suspended |                 |
| 12      | 250 East 57th Street           | —      | 712 pés 217 metros   | 59      | 2014 | | [ 205 ]         |
| 13      | 111 Washington Street          | —      | —                    | 57      | 2015 | | [ 206 ]         |
| 14      | 53rd Street Hotel & Residences | —      | 610 pés 186 metros   | 46      | 2014 | | [ 207 ]         |

### Propostas
Esta lista alinha arranha-céus que se espera atingir, pelo menos, 600 pés (183 metros) de altura, que foram propostos mas não aprovados para construção na Cidade de Nova Iorque.
| Posição | Nome                       | Altura ft / m        | Andares † | Ano † | Observações                                                                        |
| ------- | -------------------------- | -------------------- | --------- | ----- | ---------------------------------------------------------------------------------- |
| 1       | Hudson Place North Tower   | 1.279 pés 390 metros | 64        | 2017  | [ 208 ]                                                                            |
| 2       | 225 West 57th Street       | 1.250 pés 381 metros |           |       | - Altura estimada                                                                  |
| 3       | 15 Penn Plaza              | 1.216 pés 371 metros | 68        |       | [ 210 ] [ 211 ]                                                                    |
| 4       | One Manhattan West         | 1.216 pés 371 metros | 66        | 2015  | [ 212 ] [ 213 ]                                                                    |
| 5       | GiraSole                   | 1.060 pés 323 metros | 66        | 2016  | - Também conhecida como 3 Hudson Boulevard                                         |
| 6       | Tower Verre                | 1.050 pés 320 metros | 82        |       | - Também conhecida como Torre de Expansão MoMA e 53 West 53rd Street.              |
| 7       | Hudson Place South Tower   | 1.017 pés 310 metros | 52        | 2015  | [ 217 ]                                                                            |
| 8       | 34th and 10th Street       | 1.000 pés 305 metros | 65        | 2016  | [ 217 ]                                                                            |
| 9       | Two Manhattan West         | 935 pés 285 metros   | 60        | 2015  | [ 218 ]                                                                            |
| 10      | 130 Liberty Street         | 743 pés 226 metros   | 42        | 2014  | - Considerada uma proposta obsoleta; também conhecido como Five World Trade Center |
| 11      | 685 First Avenue[ A ]      | 719 pés 219 metros   | 69        |       | - Considerada uma proposta obsoleta [A]                                            |
| 12      | 708 First Avenue Tower I   | 689 pés 210 metros   | 66        |       |                                                                                    |
| 13      | 105 West 57th Street       | 679 pés 207 metros   | 51        |       | [ 221 ]                                                                            |
| 14      | 700 1st Avenue Tower 2     | 666 pés 203 metros   | 51        |       | - Considerada uma proposta obsoleta                                                |
| 15      | CityPoint Tower III        |                      | 65        |       | - Provavelmente se tornaria o edifício mais alto do Brooklyn após a conclusão      |
| 16      | Nobu Hotel and Residences  | 650 pés 198 metros   | 62        |       | [ 224 ]                                                                            |
| 17      | 700 First Avenue Tower II  | 630 pés 192 metros   | 60        |       | - Considerada uma proposta obsoleta                                                |
| 18      | 514 11th Avenue            |                      | 60        |       | [ 226 ]                                                                            |
| 19      | 78 Trinity Place           |                      | 60        |       | [ 227 ]                                                                            |
| 20      | 160 West 62nd Street       | 621 pés 189 metros   | 57        |       | [ 228 ]                                                                            |
| 21      | 700 First Avenue Tower III | 630 pés 192 metros   | 60        |       | - Considerada uma proposta obsoleta                                                |

† Uma entrada em branco indica que a informação correspondente sobre o número de andares ou a data de completação ainda não foi lançada.

### Destruídos
Esta lista alinha os edificios da Cidade de Nova Iorque que foram destruídos ou estão em demolição e em tempos se levantaram, pelo menos, 500 pés (152 metros) de altura.
| Arranha-céu                       | Imagem | Altura               | Andares | Ano de Conclusão | Ano de Destruição | Observações |
| --------------------------------- | ------ | -------------------- | ------- | ---------------- | ----------------- | --- |
| One World Trade Center (original) |        | 1.368 pés 417 metros | 110     | 1972             | 2001              | - Destruído nos ataques de 11 de Setembro - Foi o arranha-céu mais alto do mundo entre 1972 e 1974.              |
| Two World Trade Center (original) |        | 1.362 pés 415 metros | 110     | 1973             | 2001              | - Destruído nos ataques de 11 de Setembro.                                                                       |
| Singer Building                   |        | 612 pés 187 metros   | 47      | 1908             | 1968              | - Demolido para arranjar espaço para One Liberty Plaza - Foi o arranha-céu mais alto do mundo entre 1908 e 1909. |
| 7 World Trade Center (original)   |        | 570 pés 174 metros   | 47      | 1987             | 2001              | - Destruído nos ataques de 11 de Setembro.                                                                       |
| Deutsche Bank Building            |        | 565 pés 172 metros   | 40      | 1974             | 2011              | - Desconstrução concluída em 20 de Janeiro de 2011 devido aos danos provocados eplos ataques de 11 de Setembro.  |

## Linha do tempo de arranha-céus mais altos
Esta lista alinha arranha-céus que uma vez detiveram o títulos de edificio mais alto da Cidade de Nova Iorque. Todos os arranha-céus que se encontram na tabela abaixo apresentada, com a excepção da Trinity Church, deteve o título de arranha-céu mais alto do mundo ao fim de sua construção.
| Arranha-céu                                   | Imagem | Local (Rua/Avenida)        | Altura               | Andares | Ano de Conclusão | Tempo         | Observações                                                                     |
| --------------------------------------------- | ------ | -------------------------- | -------------------- | ------- | ---------------- | ------------- | ------------------------------------------------------------------------------- |
| Trinity Church                                |        | 79 Broadway                | 279 pés 85 metros    | 1       |                  | 1846—1890     | [ 239 ]                                                                         |
| Latting Observatory                           |        | 42nd Street e Fifth Avenue | 315 pés 96 metros    | 3       |                  | 1853—1856     | [ 240 ]                                                                         |
| New York World Building (1890–1955)           |        | Frankfort Street           | 348 pés 106 metros   | 20      |                  | 1890—1894     | - Construído para o New York World. - Ficou como o mais alto entre 1894 a 1899. |
| Manhattan Life Insurance Building (1894–1930) |        | 64–70 Broadway             | 348 pés 106 metros   | 18      |                  | 1894—1899     | - Empatado como mais alto entre 1894 a 1899.                                    |
| Park Row Building                             |        | 13–21 Park Row             | 391 pés 119 metros   | 30      |                  | 1899—1908     | [ 242 ]                                                                         |
| Singer Building (1908–1968)                   |        | 149 Broadway               | 612 pés 187 metros   | 47      | 1908             | 1908—1909     | [ 234 ]                                                                         |
| Metropolitan Life Insurance Company Tower     |        | 1 Madison Avenue           | 700 pés 213 metros   | 50      | 1909             | 1909—1913     | [ 87 ]                                                                          |
| Woolworth Building                            |        | 233 Broadway               | 792 pés 241 metros   | 57      | 1913             | 1913—1930     | [ 47 ]                                                                          |
| Bank of Manhattan Trust Building              |        | 40 Wall Street             | 927 pés 283 metros   | 70      | 1930             | 1930          | [ 27 ]                                                                          |
| Chrysler Building                             |        | 405 Lexington Avenue       | 1.046 pés 319 metros | 77      | 1930             | 1930—1931     | [ 19 ]                                                                          |
| Empire State Building                         |        | 350 Fifth Avenue           | 1.250 pés 381 metros | 102     | 1931             | 1931—1972     | [ 17 ]                                                                          |
| One World Trade Center                        |        | 1 World Trade Center       | 1.368 pés 417 metros | 110     | 2001             | 1972—2001     | - Destruído nos ataques de 11 de Setembro.                                      |
| Empire State Building                         |        | 350 Fifth Avenue           | 1.250 pés 381 metros | 102     | 1931             | 2001—presente | [ 17 ]                                                                          |